# Церква святого Димитрія (Грабківці)
Церква святого Димитрія в Грабківцях — парафія і храм греко-католицької громади Зборівського деканату Тернопільсько-Зборівської архієпархії Української греко-католицької церкви в селі Грабківці Тернопільського району Тернопільської области.

## Історія церкви
Релігійна громада села існує майже з XVI століття, а перша згадка про греко-католицький храм датується 1772 роком. Будівництво нового храму розпочалося у 1929 році і завершилося у 1936 році, хоча даху на той час ще не було. Щоб запобігти знесенню недобудованої церкви радянською владою, у 1947 році жителі сіл Млинівці та Грабківці перенесли до неї образи зі старої глиняної церкви. Усередині стін нового храму облаштували тимчасовий іконостас та солом'яний дах.
Повністю будівництво було завершене на початку 1960-х років. У 1963 році парох о. Василь Дацишин замовив іконостас у майстра Пейка з Тернополя, який разом із парафіянином Іваном Думою встановив його в церкві.
З 1991 року парафія знову повернулася в лоно УГКЦ. За служіння о. Івана Пирога у 1997 році було збудовано дзвіницю, а у 2001 році храм втретє розписали та встановили опалення. 2 листопада 2001 року оновлену церкву освятив владика Михаїл Сабрига.
За служіння о. Андрія Мушинського було придбано нове проборство, хрести та проскомедійник.
На парафії діють такі спільноти: братство Матері Божої Неустанної Помочі, Марійська та Вівтарна дружини, спільнота «Матері в молитві» та організація «Жива Вервиця». На території парафії є фігура Матері Божої, капличка, козацька могила та хрест біля джерела.

## Парохи
- о. Юліан Ілевич (1839—1865),
- о. Іван Конрад (1892—1919),
- о. Андрій Лошній (1919—1954),
- о. Василь Дацишин,
- о. Іван Пиріг (1983—2003),
- о. Андрій Мушинський (з 2003).